# Ritter Pásmán
Ritter Pásmán (italiano, Cavaliere Pásmán) è l'unico melodramma scritto da Johann Strauss su libretto di Ludwig Doczi, ispirato a una ballata del poeta ungherese János Arany.

## Le origini
Dopo i grandi e numerosi successi ottenuti con la composizione di operette e di musica da ballo, Johann Strauss nutriva una sola aspirazione, che lo aveva accompagnato per tutta la sua vita: scrivere una vera e propria opera teatrale di stampo tradizionale, un melodramma.
Nel febbraio 1888 accettò con entusiasmo e si mise a lavorare sul libretto di Ludwig Doczi intitolato Ritter Pasman (Cavaliere Pasman), ispirato alla ballata Der Kuss del poeta ungherese János Arany: un re ungherese si innamora della moglie del suo vassallo, il cavaliere Pasman, il che genera una serie di complicazioni e di intrighi, con l'intervento di vari personaggi, fra cui il buffone di corte.
L'ambientazione magiara appassionò il musicista. Nel libretto non esistevano dialoghi parlati, tutto era interamente musicato da cima a fondo, un'esperienza totalmente nuova per Strauss.
La composizione del Pasman non fu né facile né veloce, poiché Johann Strauss a causa di alcuni problemi di salute fu costretto a sospendere più volte la stesura del lavoro per seguire delle cure termali.
Il 25 marzo 1891 Strauss scrisse al suo editore Simrock:
(Johann Strauss)
E l'8 agosto scrisse in una lettera all'amico Priester:
(Johann Strauss)
Ancora, il 10 novembre Strauss informava Simrock sull'andamento delle prove all’Hofoper, allora diretta da Wilhelm Jahn:
(Johann Strauss)
Nonostante le iniziali difficoltà che Strauss incontrò nel musicare un soggetto che per la propria ambientazione (un remoto angolo dell'Ungheria medievale) imponeva al suo potere creativo, la sua determinazione lo portò a concludere l'opera dopo quattro anni di lavoro.
Prossima al suo debutto presso il Teatro dell’Opera di Corte, tuttavia, la prima rappresentazione dell'opera, a causa di imprevisti di varia natura, subì diversi ritardi e venne rimandata più volte. Oltre all'inferma salute del cast, come riportò in un articolo il Times di Londra il 24 novembre 1891:
(Times)

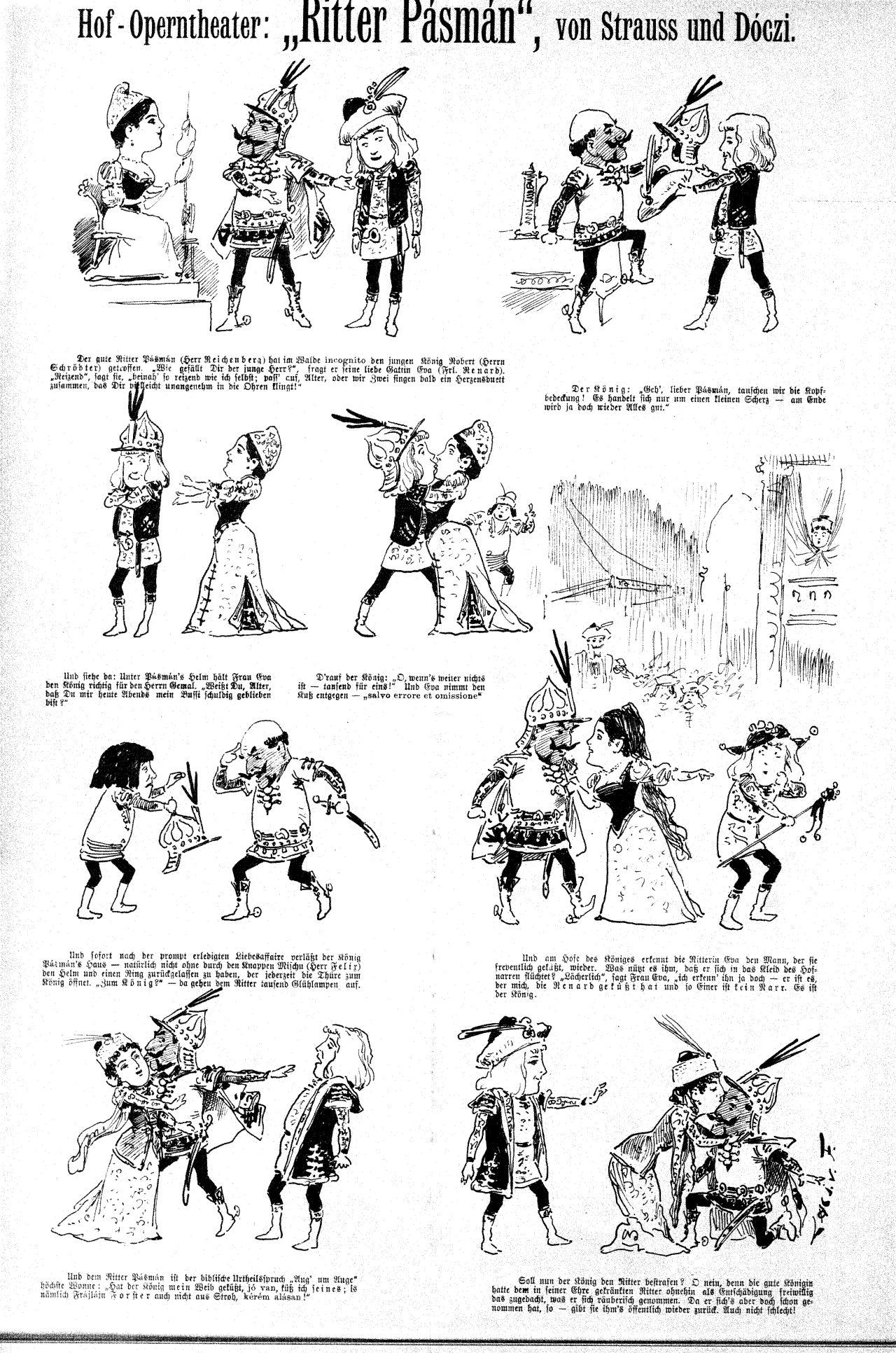
Vignette del Ritter Pásmán del 1892

Il lavoro alla fine ebbe la tanto annunciata prima al Teatro dell'Opera di Corte il giorno di Capodanno 1892. L'annuncio del debutto venne accolto dal pubblico con grande entusiasmo, come nella grande maggioranza delle precedenti produzioni teatrali di Strauss, a maggior ragione poiché in questo caso si trattava della prima (e unica) opera del compositore.
L'accoglienza fu controversa. La sera della prima l'opera venne accolta con freddezza e i giornali si divisero nell'elogiare e nel criticare l'ultima fatica straussiana. I critici lamentavano la banalità del testo dell'opera, e il critico del Wiener Abendpost ritenne che i personaggi non erano stati abbastanza distinti musicalmente. L'opera venne replicata soltanto nove volte a Vienna e, dopo un paio di recite a Praga, Berlino e Monaco, non si trovò nessun altro palcoscenico disposto ad accoglierla.
L'intero lavoro venne stroncato dalla critica, fatta sola eccezione per la musica del balletto nel 3º atto che Eduard Hanslick, il 3 gennaio 1892, sulla Neue Freie Presse definì:
(Eduard Hanslick)
Mentre Richard Heuberger lodò la strumentazione dell'opera e, in particolare, apprezzò la Csárdás presente nella musica del balletto nel 3º atto.
Il 22 aprile 1892, Strauss scrisse in una lettera al fratello Eduard:
(Johann Strauss)

## Parafrasi
Com'era sua abitudine, rielaborando i motivi e le più belle melodie di Ritter Pásmán, Strauss ricavò una serie di brani per le sale da concerto:
- Pásmán-Walzer, op. 441;
- Pásmán-Polka, op. 441;
- Csárdás, op. 441;
- Eva-Walzer, op. 441;
- Pásmán-Quadrille, op. 441;